# Passendale (bier)
Passendale is een Belgisch bier dat in 2000 werd gelanceerd door Brouwerij Duvel Moortgat uit Breendonk in samenwerking met de Kaasmakerij van Passendale uit Passendale.
Momenteel is het bier enkel te verkrijgen in De Oude Kaasmakerij te Passendale.
Het is een amberkleurig bier met een alcoholpercentage van 5,5% en wordt gebrouwen met verschillende moutsoorten waarna de hergisting volgt op de fles.
Het werd in België bekroond in de categorië Nieuwe Producten 2000 en in de Verenigde Staten werd het nieuwe bier in 2000 de Beverage Packaging Global Design Award toegekend. Het werd daar geselecteerd uit meer dan 1.300 dranken uit de gehele wereld.
Toch bleek het geen commercieel succes: in 2005 stopte de productie en probeerde brouwerij Moortgat het bier aan een andere brouwerij over te dragen. Dit lukte niet. Voor De Oude Kaasmakerij zou nu de proefbrouwerij van Lochristi een  gelijknamig bier op vat brouwen.